# Andrej Belyj

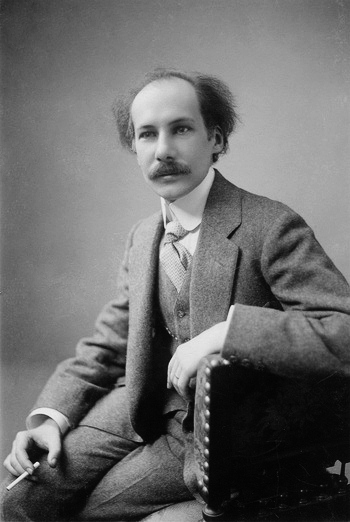
Andrej Belyj 1912.

Boris Nikolajevitj Bugajev (ryska: Борис Николаевич Бугаев), mer känd under författarnamnet Andrej Belyj (ryska: Андрей Белый), född 26 oktober (14 oktober enligt g.s.) 1880 i Moskva, död 8 januari 1934 i Moskva, var en rysk poet och romanförfattare, som brukar nämnas som en av de främsta ryska symbolisterna. Belyj var son till en matematiker och studerade själv matematik.
I sina texter försökte Belyj förnya den ryska litteraturen och närma den till musiken, som han ansåg vara den främsta konstarten. Han arbetade till exempel med återkommande motiv och fraser och intresserade sig också mycket för språkljudens klanger. 
Kopplingen till musiken understryks i titlarna till Belyjs tidiga dikter, som han kallade "symfonier": Den första symfonin (även kallad Den nordiska symfonin, 1904), Den andra symfonin (även kallad Den dramatiska symfonin, 1902), Den tredje symfonin (även kallad Hemkomsten, 1905) och Den fjärde symfonin (1908). Den andra symfonin finns utgiven på svenska av förlaget Murbräckan.
Som romanförfattare utmärker sig Belyj med romanerna Silverduvan (1909), Petersburg (skrevs 1913-14 och i bokform 1916 även utgiven i en andra version 1922) och Kotik Letajev (1917, ej översatt till svenska). I romanerna märks Belyjs intresse för kristen mysticism och antroposofi. De tar även upp frågan om Rysslands identitet som kluvet mellan öst och väst. Petersburg, som handlar om en revolutionär senatorson som får i uppdrag att spränga sin far i luften, kan även ses som en allegori över 1905 års ryska revolution. Stilistiskt har den jämförts med James Joyces Ulysses.
Andrej Belyj-priset är ett litterärt pris som instiftades 1978.